# تحسین یازیچی

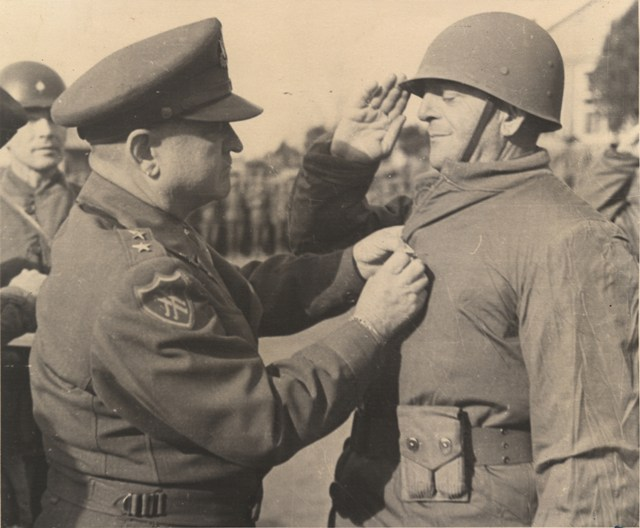
فرمانده تیپ تُرک، تحسین یازیچی، در حال دریافت ستاره نقره‌ای از ژنرال آمریکایی والتون واکر

تحسین یازیچی (ترکی استانبولی: Tahsin Yazıcı) یک افسر ارتش عثمانی و بعداً ژنرال و سیاستمدار ارتش ترکیه بود. وی فرماندهی تیپ تُرک را در جنگ کره بر عهده داشت و در نبرد رودخانه چونگ‌چون موجب نجات نیروهای آمریکایی شد و ستاره نقره‌ای را از ارتش آمریکا دریافت کرد.